# Cees Bantzinger
Cornelis Adrianus Bernardus (Cees) Bantzinger (Gouda, 15 juli 1914 – Amstelveen, 5 februari 1985) was een Nederlandse tekenaar en kunstschilder.

## Biografie

### Opleiding
Bantzinger bezocht twee jaar lang een seminarie, maar in 1932 ging hij studeren aan het Instituut voor Kunstnijverheid, de latere Gerrit Rietveld Academie in Amsterdam. Gedurende die periode ontwikkelde hij, onder leiding van docent Willem Papenhuijzen, een belangstelling voor het tekenen naar levend model, iets wat hij in zijn verdere carrière bleef doen. Tijdens zijn studietijd debuteerde Bantzinger als illustrator in het weekblad De Groene Amsterdammer. Hij groeide samen met Eppo Doeve en Jo Spier uit tot een tot bekende illustrator van dag- en weekendbladen. Vanaf 1937 volgde hij avondklassen aan de Rijksakademie van beeldende kunsten van Amsterdam. In datzelfde jaar won hij met een prijsvraag, uitgeschreven door filmmaatschappij Metro-Goldwyn-Mayer een reis van acht dagen naar Parijs. Ruim een jaar later ondernam Bantzinger een voetreis door België, Zwitserland en Italië en volgde hij tekenlessen, die werden gegeven door professor Johannes Itten. Hier kreeg hij les in het werken met verschillende materialen en maakte tevens kennis met de methodes van het Bauhaus. Teruggekomen van zijn reis moest hij meteen zijn dienstplicht vervullen. De uren die hij gedurende zijn diensttijd vrij had, besteedde hij aan het maken van sfeertekeningen over het leven in de kazerne en aan het maken van muurschilderingen in de soldatenkantine.

### Oorlogsjaren
In het begin van de bezetting schreef Bantzinger brieven aan het nationaalsocialistische Departement van Volksvoorlichting en Kunsten, waarin hij probeerde opdrachten voor kunstwerken te verwerven. Hij vermeldde hierbij tevens een NSB-lidmaatschapsnummer. Bantzinger en zijn toenmalige echtgenote waren in december 1940 lid geworden van de NSB. Op 26 juni 1941, vier dagen na het begin van Operatie Barbarossa, zegden zij hun lidmaatschap op.
In 1943 dook Bantzinger uit angst voor de Arbeitseinsatz onder op de pakzolder van drukkerij ANDO in Den Haag. De drukkerij was hiervoor door de Duitsers reeds gesloten en eigenaar Fokke Tamminga was betrokken geraakt bij de verzetskranten Het Parool en Vrij Nederland. Samen met Tamminga en uitgever Bert Bakker richtte Bantzinger de Mansarde-pers op, die illegale boeken uitgaf. Bantzinger voorzag onder andere de boeken Huis en Reiziger doet Golgotha van Gerrit Achterberg van illustraties. De Mansarde-pers groeide in de oorlogsjaren uit tot een ontmoetingsplaats, waar dichters en schrijvers als Bertus Aafjes, Ab Visser en Ferdinand Bordewijk bijeen kwamen.

### Verdere carrière
Direct na de oorlog tekende Bantzinger veel tijdens de droogmaking van Walcheren. Zijn werk uit die tijd is gebruikt als illustratie bij het boek Het verjaagde water van A. den Doolaard. Het werk is in 1945 aangekocht door de firma Boskalis. Daarna begon Bantzinger te werken in de theaterwereld en tekende hij, staande tussen de coulisse en in stadsschouwburgen, diverse acteurs en actrices. Hij tekende dikwijls Chinese mannen en vrouwen en maakte veel vrouwelijke studies. Hij tekende in die jaren zowel in houtskool als in inkt. Naast zijn voorliefde voor Chinese en Japanse penseeltekeningen bestudeerde en kopieerde hij werk van Rembrandt van Rijn, Francisco Goya en El Greco.
In de zomer van 1956 studeerde Bantzinger aan de Internationale zomeracademie Die Schule des Sehens in Salzburg, waar hij les kreeg van Oskar Kokoschka. Tevens werkte hij als illustrator voor Elsevier, Vrij Nederland, Mandril, en Het Vrije Volk. Bantzinger maakte reizen door onder andere India, Portugal, Israël, Griekenland, Japan en de Verenigde Staten. Tijdens deze reizen portretteerde hij mensen uit verschillende culturen. In Nederland portretteerde hij onder andere cafébezoekers, maar maakte als rechtbanktekenaar ook enkele reportages van bekende processen. Eind jaren vijftig, begin jaren zestig ontstond er ophef, nadat Bantzinger een studie van een vrouwelijk naakt tentoonstelde in de etalageruimte van zijn atelier in Ouderkerk aan de Amstel, wat leidde tot een rechtszaak.

### Ontmaskering en overlijden
Begin jaren 80 begon journalist Adriaan Venema een onderzoek naar de kunsthandel in Nederland gedurende de Tweede Wereldoorlog. In archieven trof hij de brieven aan die Bantzinger in het begin van de oorlog aan het Departement van Volksvoorlichting en Kunsten had geschreven. Bij navraag bevestigde Bantzinger telefonisch dat hij de brieven had geschreven en dat hij in deze periode lid was geweest van de NSB. Een week later pleegde hij op 70-jarige leeftijd zelfmoord door verdrinking.

### Persoonlijk
Bantzinger was tussen 1940 en 1951 getrouwd met Coby van der Weijde, met wie hij gezamenlijk de oorlogsjaren doorbracht. Hij hertrouwde in 1958 met verzetsstrijdster en zangeres Jetty Paerl met wie hij een dochter, Anne-Rose, kreeg. Tot zijn dood woonde hij in Amstelveen, na verhuisd te zijn vanuit Ouderkerk aan de Amstel. 
Sinds 1985 is Anne-Rose Bantzinger beheerder van de nalatenschap van haar vader. In 2014 stelde zij het boek Cees Bantzinger. Ter herinnering 1914-1985 samen, dat werd uitgegeven door Elsevier.

## Oeuvre
Uitgaven met illustraties door Cees Bantzinger:
- Vrouwen. 96 blz. met tekeningen van vrouwen, Utrecht, Bruna (Zwarte Beertjes), 1960

- J.C. Bloem, Het kerkhof aan het meer, Teekening van C.A.B. Bantzinger, A.A.M. Stols, 's-Gravenhage, Orpheus, No.2
- Anton van Duinkerken, Voorbijgang, Teekening van C.A.B. Bantzinger, A.A.M. Stols, 's-Gravenhage, Orpheus, No.4
- Herman Teirlinck, Het avontuurlijke leven van Lieven Cordaat, verlucht met tekeningen van C.A.B. Bantzinger, 1941Amsterdam, Contact Boekerij, tweede druk 1942
- Bertus Aafjes, Omne Animal, tekeningen C.A.B. Bantzinger, 
  - Mansarde Pers, 1944, kwarto, 64 blz. gedrukt bij: F. Tamminga, 's Gravenhage, gebrocheerd bij: H. de Koning, 's Gravenhage. De Jong 13.
  - Colophon: Omne animal, bevattende een bloemlezing uit de gepubliceerde en ongepubliceerde gedichten van Bertus Aafjes, verlucht met tekeningen van C.A.B. Bantzinger, werd gedrukt in de zomer van 1944. De gedichten werden gezet uit de Excelsior Schrijfletter van de LA en gedrukt op Simili Japon in een oplage van 275 exemplaren, genummerd van 1-275.
- Bertus Aafjes, Bij de prent, gedicht met tekening van Bantzinger, 
  - Jan Vermeulen, 1943, folio, plano, colofon: Bij de prent werd geschreven door Bertus Aafjes in december 1943 voor C.A.B. Bantzinger, en mèt prent gedrukt in een kleine oplage als Nieuwjaarsgroet 1944 voor de vrienden en bekenden van ..., gedrukt bij Drukkerij J.W. Dubbelaar te Leiden. De Jong 1.[3]
- Charles Baudelaire, Douze poèmes. Les Fleurs du mal, Enluminé de dessins et de lettrines à la plume et au pinceau per C.A.B. Bantzinger. La Haye, D.A. Daamen S.A. Oplage 500 exx. De Jong 71.
- Bertus Aafjes, Gerrit Achterberg, de dichter van de sarcophaag. Aantekeningen bij zijn poëzie
  - Mansarde Pers, 1944, (de Jong 8), met portret en bandtekening van Cees Bantzinger, octavo, 32 blz., gebonden, oplage 600 exx. gedrukt bij: F. Tamminga te 's Gravenhage. 1939 (= 1943). Oplage 500 exx. De Jong 8.
- Jan H. de Groot, De Herfstvacantie. Negen sonnetten, D.A. Daamen's Uitgeversmaatschappij N.V. 1940 (1944) geschreven voor H.M. van Randwijk, verlucht met teekeningen van C.A.B. Bantzinger, oplage 1000 exx., 25 genummerde en gesigneerde exx. De Jong 341.
- Gerrit Achterberg, Huis en Reiziger ‘doet’ Golgotha. Een gedicht met teekeningen van C.A.B. Bantzinger
  - uitgave: Mansarde Pers, 1943, (de Jong 27), kwarto, 12 blz., gedrukt in een oplage van 750 exx. door F. Tamminga, 's Gravenhage, Cees tekende ook het vignet.
- Gerrit Achterberg, Huis. Ode. Teekeningen van C.A.B. Bantzinger
  - uitgave: Mansarde Pers, 1943, (de Jong 23), kwarto, 12 blz., gedrukt in een oplage van 75 exx. door F. Tamminga, 's Gravenhage, Cees tekende ook het vignet.
- Bert Bakker, Het landschap
  - uitgave: Tababa-pers (Bert Bakker), 1944, (de Jong 56), kwarto, 4 blz. oplage 40 genummerde exx., gedrukt door F. Tamminga, 's Gravenhage.
  - Colophon: Dit gedicht Het Landschap van Bert Bakker werd geschreven in Februari 1944 en gezet met de Garamond. Titelvignet en teekening zijn van C.A.B. Bantzinger, die alle exemplaren met de hand kleurde. Het werd gedrukt als eerste en eenige uitgave van de Tababa-pers op Haesbeek Oud-Hollandsch. De oplage bedraagt 40 exemlaren, genummerd van 1-40. Ze werden vervaardigd op de handpers en bleven uitsluitend gereserveerd voor de vrienden van dichter en teekenaar, die elk exemplaar van hun handteekening voorzagen.
- Sir Arthur Conan Doyle, Nieuwe avonturen van Sherlock Holmes, vertaald door Simon Vestdijk tekeningen C.A.B. Bantzinger, Contact (1948). 312 p.
- Robert Crottet, Betoverde bossen. Leven en legenden der Skolt-Lappen, Vertaling Emy Sandberg-Frankamp; Band- en titelvignet C.A.B. Bantzinger; omslag A. Dekkers. van Loghum Slaterus, Arnhem, 1950
- Jan Engelman, Hart en lied, Bloemlezing, met tekeningen en vignetten door C.A.B. Bantzinger
  - Final Stage Press, [Bert Bakker, C.A.B. Bantzinger en F. Tamminga] 1944, oplage 400 exx. De Jong 244.
- Julien Green, Adrienne Mesurat, vertaling: H. Foeken, bandontwerp: C.A.B. Bantzinger, 363 blz., 1e druk, 1949, Contact, Amsterdam
- Hella Haasse, Balladen en Legenden (Gedichten), illustraties C.A.B. Bantzinger, 66 pag. Querido - Amsterdam 1947, 1ste druk
- Anne H. Mulder, Joyeus relaas, van schrijvende monniken tot rotatie-persen, met illustraties ook van C.A.M. Thole, Corvey Model nr. 74 (1951)
- Johan Brouwer, Longos, De treffelijke historie van Daphnis ende Chloé. Naar de Franse vertaling van Amyox [i.e. Amyot] uit het Grieks door J. Brouwer
  - Uitgeverij F.G. Kroonder te Bussum, verlucht met vier teekeningen van C.A.B. Bantzinger. Gezet uit de Bembo-letter en gedrukt bij G.J. Thieme te Nijmegen, op getint oud-Hollandsch papier van G. Schut te Heelsum, typografie Johan H. van Eikeren, oplage 1000 genummerde exemplaren. Deze uitgaaf is een herdruk van een uitgave van de Wereldbibliotheek uit 1919: nr. 380 van de Wereldbibliotheek-reeks.
- A. den Doolaard, Het Verjaagde Water, Em. Querido, Amsterdam 1947
- Ab Visser, Bos-idylle. Naar een 18e eeuwse gravure. (Groningen), In agris occupatis, 1944. 16 p. Cahiersteek. oplage. 310 exx. (niet alle genummerd) (De Jong vermeldt dat een deel van de oplage door de Duitsers is vernietigd). Gedrukt door H.N. Werkman. Illustratie C.A.B. Bantzinger. Volière-reeks no. 12. De Jong 99.
- Bruinooghe, L.W. (pseudoniem van: Levinus Willem de Bree). Scherzo in puin., Amsterdam, Breughel, 1946. 56 p. Gebrocheerd. 500 exx. Illustratie Bantzinger.
- A. J. M. van Dal; Fr J M Stulemeyer; C A B Bantzinger, Bouwen en spinnen 1898-1948 : de geschiedenis van een ondernemers - generatie - Stulemeijer Bros - Gedenkboek: Stulemeyer., drukker: 's-Gravenhage, A.N.D.O., 1948, oplage: 340 genummerde exx. op Simili Japon papier[4]
- Johan Fabricius, Ballade van de zeeman Joris Breebaert, uitgever: Den Haag, Leopold, 1960. 1e druk 59 p., zw/w tekeningen Bantzinger
- Felix Dufort,  (bewerkt, verkort en gekuist door), Baron te paard : de memoires van Victor baron de Saint Hippolyte du Fort, uitgever: Van Kampen. 1e dr. Linnen met redelijk stofomslag, zonder jaar, verlucht door Cees Bantzinger
- Camera obscura, van Hildebrand. met illustraties van C.A.B. Bantzinger, uitgever: 's-Gravenhage : Nederlandse Boekenclub. 1966, 438 p, zw. ill[5]
- Giacomo Casanova, Mijn levensgeschiedeni, Giacomo Casanova ; [vert. uit het Frans en bew. door F.A. Brunklaus ; met ill. van C.A.B. Bantzinger],  uitgever: 's-Gravenhage : Nederlandse Boekenclub, 470 p,[6]
- Simon Carmiggelt, Bloemetjeslezing : uit een kwart eeuw 'Speciaal voor u', uitgever: Amsterdam, Het Parool, 1978, 112pag., tek. Charles Boost, Cees Bantzinger, Peter Vos, Frits Muller en Peter van Straaten
- Tekeningen bij Werumus Bunings verslag over Sunneklaas, het feest dat ze samen in 1948 bezochten. De tekeningen bevinden zich thans in collectie Zuiderzeemuseum: 
  - Verfschets van Sunneklaas
  - Pentekening van Sunneklaas